# درجات عشرية
تُعَبِّر الدرجات العشرية (بالإنجليزية: Decimal degrees)‏ أو اختصارا DD عن الإحداثيات الجغرافية لخطوط الطول والعرض باستخدام كسور عشرية، وتستخدم في العديد من أنظمة المعلومات الجغرافية (GIS) وتطبيقات تعيين الويب مثل OpenStreetMap وأجهزة GPS. الدرجات العشرية هي بديل لاستخدام الدرجات والدقائق والثواني (DMS). كما هو الحال مع خطوط الطول والعرض  فإن القيم محددة بـ ± 90 درجة و± 180 درجة على التوالي.
خطوط العرض الموجبة هي شمال خط الاستواء، وخطوط العرض السالبة تقع جنوب خط الاستواء. تقع خطوط الطول الموجبة شرق خط الطول الرئيسي (جرينتش)، وتقع خطوط الطول السالبة غرب خط الطول الرئيسي. يتم التعبير عن خطوط الطول والعرض عادةً في هذا التسلسل بكتابة خط العرض ثم خط الطول.

## الدقة
يبلغ نصف قطر المحور شبه الرئيسي للأرض عند خط الاستواء 6,378,137.0 مترًا، ومحيط الأرض عنده قدره 40,075,161.2 مترًا. يتم تقسيم خط الاستواء إلى 360 درجة من خط الطول، لذلك كل درجة في خط الاستواء تمثل 111,319.9 مترًا أو حوالي 111.32 كم. عندما يتحرك المرء بعيداً عن خط الاستواء نحو القطب، يتم ضرب درجة خط الطول بمقدار جيب تمام خط العرض، مما يقلل المسافة، ويقترب من الصفر عند القطب. عدد المنازل العشرية المطلوبة لدقة معينة عند خط الاستواء هو:
| عدد عشري أماكن | عدد عشري درجات | DMS                 | كائن يمكن التعرف عليه بشكل لا لبس فيه على هذا النطاق | N / S أو E / W في خط الاستواء | E / W في 23N / S | E / W في 45N / S | E / W في 67N / S |
| -------------- | -------------- | ------------------- | ---------------------------------------------------- | ----------------------------- | ---------------- | ---------------- | ---------------- |
| 0              | 1.0            | 0 ″ 00 ′ 1 °        | بلد أو منطقة كبيرة                                   | 111.32 كم                     | 102.47 كم        | 78.71 كم         | 43،496 كم        |
| 1              | 0.1            | 0 ″ 06 ′ 0 °        | مدينة كبيرة أو حي                                    | 11،132 كم                     | 10،247 كم        | 7.871 كم         | 4.3496 كم        |
| 2              | 0.01           | 36 ″ 00 ′ 0 °       | بلدة أو قرية                                         | 1.1132 كم                     | 1.0247 كم        | 787.1 م          | 434.96 م         |
| 3              | 0.001          | 3.6 ″ 00 ′ 0 °      | الحي ، الشارع                                        | 111.32 م                      | 102.47 م         | 78.71 م          | 43.496 م         |
| 4              | 0.0001         | 0.36 ″ 00 ′ 0 °     | الشوارع الفردية                                      | 11.132 م                      | 10.247 م         | 7.871 م          | 4.3496 م         |
| 5              | 0.00001        | 0.036 ″ 00 ′ 0 °    | الأشجار الفردية ، مدخل الباب                         | 1.1132 م                      | 1.0247 م         | 787.1 مم         | 434.96 ملم       |
| 6              | 0.000001       | 0.0036 ″ 00 ′ 0 °   | البشر الفردية                                        | 111.32 مم                     | 102.47 مم        | 78.71 مم         | 43،496 مم        |
| 7              | 0.0000001      | 0.00036 ″ 00 ′ 0 °  | الحد العملي للمسح التجاري                            | 11،132 مم                     | 10،247 مم        | 7.871 مم         | 4.3496 مم        |
| 8              | 0.00000001     | 0.000036 ″ 00 ′ 0 ° | مسح متخصص (مثل رسم الخرائط التكتونية)                | 1.1132 مم                     | 1.0247 مم        | 787.1 ميكرون     | 434.96 ميكرون    |

تستخدم قيمة بالدرجات العشرية بدقة 4 منازل عشرية لتحديد مسافة 11.132 مترًا عند خط الاستواء. أو تستخدم قيمة بالدرجات العشرية بدقة 5 منازل عشرية لتحديد مسافة 1.1132 مترًا عند خط الاستواء. يُسبب الارتفاع عن سطح البحر خطأً صغيرًا. على ارتفاع 6,378 م يتم زيادة نصف القطر والمسافة السطحية بنسبة 0.001 أو 0.1 ٪. لأن الأرض ليست مسطحة، تزداد دقة جزء خط الطول من الإحداثيات كلما بعُدنا عن خط الاستواء. لا تزداد دقة جزء خط العرض كثيرًا، وبشكل أكثر دقة، يعتمد طول قوس الزوال لكل ثانية واحدة على خط العرض عند النقطة المعنية. هناك تناقض قدره 1 ثانية من طول قوس الزوال بين خط الاستواء والقطب يعادل حوالي 0.3 متر لأن الأرض كروية مفلطحة.

## مثال
يتم تحويل قيمة الدرجات والدقائق والثواني DMS إلى درجات عشرية باستخدام الصيغة:
{\displaystyle \mathrm {D} _{\text{dec}}=\mathrm {D} +{\frac {\mathrm {M} }{60}}+{\frac {\mathrm {S} }{3600}}}
على سبيل المثال ، تمثيل الدرجة العشرية لـ
23 ″ 53 ′ 38 ° شمال ، 32 ″ 00 ′  77 ° غرب
(موقع الكابيتول في الولايات المتحدة) هو:
38.8897 ° ، -77.0089 °
في معظم الأنظمة ، مثل OpenStreetMap ، يتم حذف رموز الدرجة، فتُكتب على الصورة:
38.8897، -77،0089
لحساب مكونات الدرجة والدقيقة والثانية، يمكن استخدام الصيغ التالية:
{\displaystyle {\begin{aligned}\mathrm {D} &=\operatorname {trunc} (\mathrm {D} _{\text{dec}})\\\mathrm {M} &=\operatorname {trunc} (60\times |\mathrm {D} _{\text{dec}}-\mathrm {D} |)\\\mathrm {S} &=3600\times |\mathrm {D} _{\text{dec}}-\mathrm {D} |-60\times \mathrm {M} \end{aligned}}}
حيث |Ddec - D| هي القيمة المطلقة لـ Ddec - D وtrunc هي دالة اقتطاع. لاحظ أنه باستخدام هذه المعادلة يمكن أن تكون الدرجات فقط سالبة وتكون الثواني فقط ذات قيم كسرية.